# Mesurador d'ESR

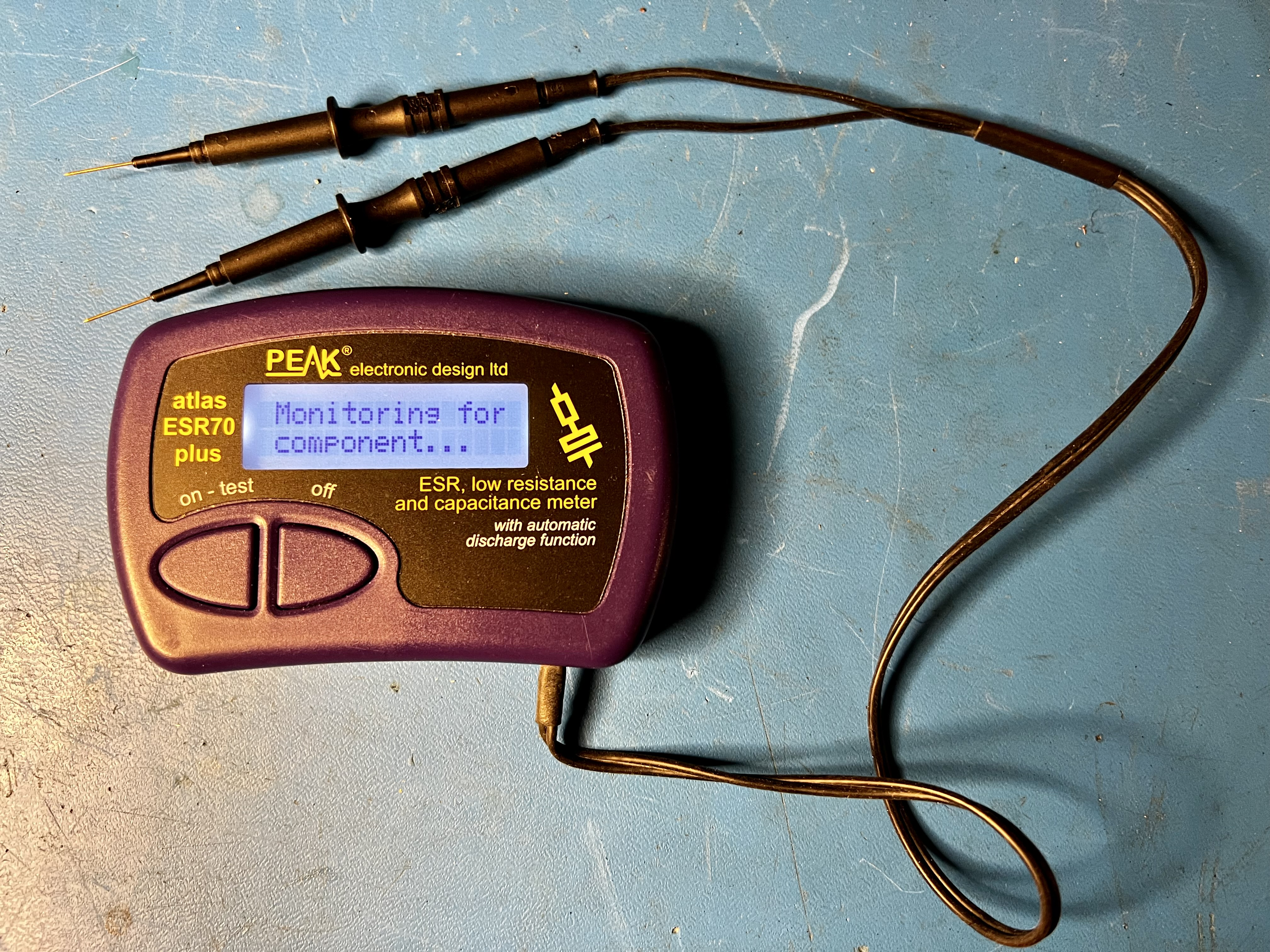
Mesurador d'ESR.

Un mesurador d'ESR és un instrument de mesurament electrònic dissenyat per mesurar valors de resistència baixos, com la resistència sèrie equivalent (ESR) dels condensadors, en general sense necessitat de desconnectar-los del circuit al que estan associats.
Un condensador electrolític de tira d'alumini té una ESR relativament alta que augmenta amb l'edat, la temperatura, i l'arrissat del corrent que se li aplica; això pot fer funcionar malament l'equip que ho utilitza. En els equips més vells això tendia a causar brunzits i degradar el funcionament; però en equips moderns, en particular, una font d'alimentació commutada, és molt sensible a la ESR, i un condensador electrolític amb una ESR alta pot ser causa que l'equip deixi de funcionar o fins i tot de la seva destrucció. Aquest tipus de condensadors s'utilitzen molt sovint, ja que tenen una molt alta capacitància per unitat de volum o pes; típicament la capacitància és a partir d'un microfarad, arribant a valors bastant alts.

## Funcionament
La majoria de mesuradors d'ESR funcionen mitjançant la descàrrega d'un condensador fent passar un corrent elèctric a través del mateix durant un temps curt, suficientment curt perquè es carregui de forma apreciable. Això produirà un voltatge en el condensador igual al producte del corrent que circula per la ESR; es mesura aquest voltatge i el seu valor dividit pel corrent dona com a resultat la ESR, que es mostra en una pantalla o en un galvanòmetre calibrat en Ohm o en miliOhm. El procés es repeteix a una freqüència de desenes o centenars de vegades per segon. Alternativament es pot utilitzar, un corrent altern d'una freqüència prou alta perquè la reactància del condensador sigui molt menor que la ESR .
Els paràmetres del circuit solen ser triats per donar resultats vàlids per una capacitància d'aproximadament un microfarad, podent-se verificar els condensadors d'alumini que la seva ESR comença a ser inacceptablement alta. Per saber si el valor de la ESR es considera acceptable o no dependrà de la seva capacitat (a major capacitat ofereix menor ESR), i el valor correcte es pot llegir en una taula. Quan un condensador que la seva ESR puja fins a un valor crític, la dissipació de potència a través de la ESR amb aquest valor per sobre del normal generalment causa un ràpid augment fàcilment detectable, per la qual cosa el tipus de mesurament go/no go, en general és suficient. Quan es detecta una ESR amb un valor d'uns pocs ohms (una mica menor per a un condensador gran) es considera una causa d'avaria.
En un circuit comú, la ESR serà molt menor que qualsevol altra resistència a través del condensador, i per això no és necessari desconnectar el component, és a dir: es fa un mesurament "en circuit". El mesurador està dissenyat per subministrar una tensió baixa, massa baixa per influir sobre qualsevol díode semiconductor que pugui estar present en el circuit, a través dels seus terminals.

## Kits D.I.Y.
Es publicà un article sobre la construcció d'un mesurador d'ESR, amb un esquema del circuit, amb l'explicació de com funciona, amb anàlisi de la ESR, etc., encara que requereix un microcontrolador programat especialment,i per tant no es pot construir solament amb el diagrama del circuit subministrat. (aquest mesurador es ven en forma de kit, o també es pot comprar muntat). Permet mesurar resistències de 0,01 a 99 ohms, aplicant tan sols 100 mil·livolts a través del condensador sota prova, un procediment d'ús bastant comú.

### Valors de ESR típics per a condensadors (per uF / V)[2]
| Capacitat | 10   | 16   | 25   | 35   | 63   | 160  | 250 |
| 1uF       | -    | -    | 5    | 4    | 6    | 10   | 20  |
| 2.2uF     | -    | -    | 2.5  | 3    | 4    | 9    | 14  |
| 4.7uF     | -    | -    | 6    | 3    | 2    | 6    | 5   |
| 10 uF     | -    | 1.6  | 1.5  | 1.7  | 2    | 3    | 6   |
| 22 uF     | 3    | 0.8  | 2    | 1    | 0.8  | 1.6  | 3   |
| 47 uF     | 1    | 2    | 1    | 1    | 0.6  | 1    | 2   |
| 100 uF    | 0.6  | 0.9  | 0.5  | 0.5  | 0.3  | 0.5  | 1   |
| 220 uF    | 0.3  | 0.4  | 0.4  | 0.2  | 0.15 | 0.25 | 0.5 |
| 470 uf    | 0.15 | 0.2  | 0.25 | 0.1  | 0.1  | 0.2  | 0.3 |
| 1000 uF   | 0.1  | 0.1  | 0.1  | 0.04 | 0.04 | 0.15 | -   |
| 4700 uF   | 0.06 | 0.05 | 0.05 | 0.05 | 0.05 | -    | -   |
| 10000 uF  | 0.04 | 0.03 | 0.03 | 0.03 | -    | -    | -   |
| --------- | ---- | ---- | ---- | ---- | ---- | ---- | --- |

## Altres funcionalitats
Els mesuradors d'ESR es poden utilitzar per mesurar qualsevol tipus de baixa resistència, la resistència del contacte elèctric d'un interruptor. Depenent del tipus de circuit utilitzat, permet mesurar la resistència interna d'una bateria, etc.. (les bateries acaben la seva vida més per l'augment de la resistència interna, que per raó d'una disminució de la seva força electromotriu), i també la resistència entre les seccions d'un circuit imprès (PCB) ; un curtcircuit entre pistes adjacents redueix la resistència entre certs punts del PCB; la resistència és massa baixa per mesurar-la amb el multímetre habitual, però és detectable amb el mesurador d'ESR.

## Limitacions
Un mesurador d'ESR no el més adequat per mesurar la capacitat d'un condensador (encara que els més moderns ho fan); és millor emprar un mesurador de capacitàncies "fora de circuit", encara que és rar trobar un condensador fora de toleràncies (de capacitat), amb una ESR acceptable. En el cas d'un condensador defectuós curtcircuitat, el mesurador l'identificarà amb una ESR baixa (és a dir com si fos bo); però és un cas rar i un multímetre detectarà fàcilment el curtcircuit.
Un mesurador d'ESR connectat a un circuit sota tensió o a un condensador amb càrrega significativa, es pot danyar; uns díodes de protecció connectats a l'entrada minimitzen aquest risc (però amb ells connectats, ja no es podrà mesurar la resistència interna d'una bateria).